# Melocactus concinnus
Melocactus concinnus ist eine Pflanzenart aus der Gattung Melocactus in der Familie der Kakteengewächse (Cactaceae). Das Artepitheton concinnus stammt aus dem Lateinischen und bedeutet ‚hübsch‘.

## Beschreibung
Melocactus concinnus wächst mit graugrünen glauken, niedergedrückt kugelförmigen Trieben, die bei Durchmessern von 11 bis 16 Zentimetern Wuchshöhen von 8 bis 13 Zentimeter erreichen. Es sind acht bis zwölf Rippen vorhanden. Die anfangs roten bis schwarzen Dornen werden später gelblich und sind mit Ausnahme der Spitzen grau übertönten. Der einzelne Mitteldorn ist aufwärts gebogen und 1 bis 1,9 Zentimeter lang. Es sind sechs bis acht zurückgebogene Randdornen vorhanden, die an den Spitzen gelegentlich hakig sind und eine Länge von 1,5 bis 2,6 Zentimeter aufweisen. Das aus feinen dichten, mehr oder weniger hellrosaroten Borsten und cremefarbener Wolle bestehende Cephalium wird bis zu 5,5 Zentimeter hoch und erreicht einen Durchmesser von 4 bis 9 Zentimeter.
Die tiefrosafarbenen Blüten sind 2 bis 2,3 Zentimeter lang und weisen Durchmesser von 0,6 bis 1,2 Zentimeter auf. Die hell fliederrosafarbenen bis rosafarbenen Früchte weisen eine Länge von 1,3 bis 2,2 Zentimeter auf.

## Verbreitung, Systematik und Gefährdung
Melocactus concinnus ist im Nordosten Brasiliens verbreitet.
Die Erstbeschreibung erfolgte 1972 durch Albert Frederik Hendrik Buining und Arnold J. Brederoo (1917–1999). Ein nomenklatorisches Synonym ist Melocactus pruinosus var. concinnus (Buining & Brederoo) P.J.Braun (1988).
In der Roten Liste gefährdeter Arten der IUCN wird die Art als „Least Concern (LC)“, d. h. als nicht gefährdet geführt.

## Nachweise